# Federazione pallavolistica della Liberia
La Federazione liberiana di pallavolo (eng.  Liberia Volleyball Federation, LVF) è un'organizzazione fondata per governare la pratica della pallavolo in Liberia.
Organizza il campionato maschile e femminile, e pone sotto la propria egida la nazionale maschile e femminile.
Ha aderito alla FIVB nel 1987.